# Sigune Schnabel
Sigune Schnabel (* 29. Juni 1981 in Filderstadt) ist eine deutsche Lyrikerin und Übersetzerin.

## Leben
Sigune Schnabel studierte Literaturübersetzen an der Universität Düsseldorf und erhielt dafür eine Auszeichnung vom Bundesverband der Dolmetscher und Übersetzer. Sie hat in verschiedenen Literaturzeitschriften publiziert, darunter Wortschau, Die Rampe, Karussell, Seitenstechen, Dichtungsring und mosaik. Gedichte von ihr wurden ins Englische, Rumänische, Griechische und Ukrainische übertragen. Im Jahr 2017 gewann sie beim Thuner Literaturfestival Literaare in der Schweiz. Im selben Jahr nahm sie am Literarischen März in Darmstadt teil und erhielt den Ulrich-Grasnick-Lyrikpreis (2. Preis). 2018 war sie Preisträgerin bei postpoetry.NRW. Ihre Gedichtbände Apfeltage regnen (2017), Spuren vergessener Zweige (2019), Auf Zimmer drei liegt die Sehnsucht (2021) und Die Zeit hat ihre Farbe verloren (2023) erschienen im Geest-Verlag. 2022 war Sigune Schnabel für den Lyrikpreis Meran nominiert.
Sie lebt in Düsseldorf.

## Auszeichnungen (Auswahl)
- Arbeitsstipendium des Ministeriums für Kultur und Wissenschaft des Landes Nordrhein-Westfalen 2023[7]
- Arbeitsstipendium der Kunststiftung NRW 2023[7]
- Wiener Werkstattpreis 2022[8]
- MERCK-Stipendium der Darmstädter Textwerkstatt 2021
- Hauptpreis Lyrik beim Hildesheimer Literaturwettbewerb 2020 und 2022[9]
- Lyrikpreis postpoetry.NRW 2018
- Ulrich-Grasnick-Lyrikpreis 2017

## Werke

### Einzeltitel
- Apfeltage regnen. Gedichte. Geest-Verlag, Vechta 2017, ISBN 978-3-86685-636-3.
- Spuren vergessener Zweige. Gedichte. Geest-Verlag, Vechta 2019, ISBN 978-3-86685-715-5.
- Auf Zimmer drei liegt die Sehnsucht. Gedichte. Geest-Verlag, Vechta 2021, ISBN 978-3-86685-845-9.
- Die Zeit hat ihre Farbe verloren. Gedichte. Geest-Verlag, Visbek 2023, ISBN 978-3-86685-956-2.

### In Anthologien
- Worte brechen leichter als Zahlen. In: Fachverband der Druckindustrie und Informationsverarbeitung e.V. FDI Berlin (Hrsg.): Worte wandeln sich. Eine Anthologie rund um das Grafische Gewerbe. Berlin 2022, S. 77–78.
- Tänzer auf dem Seil. Zum 85. Geburtstag von Ulrich Grasnick, hg. v. Steffen Marciniak, Verlag der 9 Reiche, Berlin, 2023, ISBN 978-3-948999-94-0.

### Mitherausgabe
- Aus dem Rahmen gefallen, Dichtungsring Heft 54, Bonn 2018
- Mein Weg: Texte zum 2. Vechtaer Jugendliteraturpreis, Geest-Verlag, Vechta 2019
- Unterwegs, Dichtungsring Heft 58, Bonn 2020
- Zwiegespräch, Dichtungsring Heft 60, Bonn 2021
- Stille – ein anderes Lebensgefühl, Anthologie zum 4. Vechtaer Jugendliteraturpreis, Geest-Verlag, Vechta 2022
- Meer. Dichtungsring Heft 65, Bonn 2024, ISSN 0724-6412.